# 高作镇 (睢宁县)
高作镇，是中华人民共和国江苏省徐州市睢宁县下辖的一个乡镇级行政单位。

## 行政区划
高作镇下辖以下地区：
八里社区、双庄社区、小仝社区、高南社区、高作社区、单湾社区、三张社区、腊园社区、周楼社区、石墩村、滕庄村、夏庙村、官汪村、曹庄村、姚绳村、大庄村、张皮村、金塘村、后刘村和季庄村。